# Lia Dorana
Lia Dorana, pseudonimo di Beppy van Werven (L'Aia, 18 luglio 1918 – Lage Vuursche, 4 dicembre 2010), è stata una cabarettista, cantante e attrice olandese.

## Biografia
Lavorò nelle compagnie teatrali di Wim Sonneveld, Wim Ibo, Martie Verdenius e Wim Kaan, recitando in ruoli da protagonista in alcuni musical, prima di dedicarsi, nella metà degli anni cinquanta, al cinema e alla televisione.
Grande notorietà le fu data dalla partecipazione a serie radiofoniche quali In Holland staat een huis e De familie Doorsnee.
Tra le canzoni più famose interpretate da Lia Dorana, figura Ali Cyaankali.

### Vita privata
Fu sposata con l'architetto e uomo d'affari Reinier Jan Verwijs e con l'attore e regista Guus Verstraete sr..

### Morte
Beppey van Werven in arte Lia Dorana si spegne sabato 4 dicembre 2010 nella sua casa di Lage Vuursche (comune di Baarn), nella provincia di Utrecht, all'età di 92 anni.
Viene sepolta giovedì 9 dicembre 2010 nel cimitero Rusthof di Amersfoort.

## Filmografia
- Redt een kind  (1959)
- Hedenavond: voorstelling - serie TV, 1 episodio (1964)
- De kleine zielen - serie TV, 2 episodi (1969) - ruolo: Dorine
- De kleine waarheid - serie TV, 8 episodi (1971-1972) - Katrien Boswinkel
- Een boerin in Frankrijk - serie TV (1973) - contadina

## Radiodrammi
- In Holland staat een huis
- De familie Doorsnee

## Teatro
- Irma la Douce (musical) - ruolo: Irma la Douce
- Kiss Me Kate (musical)

## Doppiaggi
- De Klokkenluider van de Notre Dame (1996) - Laverne
- Mulan (1998) - Nonna Fa

## Discografia parziale
Album
- 1968: Solo '68

Singoli
- 1961: Irma La Douce (con Steije van Brandenberg)
- Amsterdam Wordt Wakker

## Premi e riconoscimenti
- Premio Edison[6]